# Gmina miejska Zemun
Gmina miejska Zemun (serb. Gradska opština Zemun / Градска општина Земун) – gmina miejska w Serbii, w mieście Belgrad. W 2018 roku liczyła 174 197 mieszkańców.